# Washington Bullets 1983-1984
La stagione 1983-84 dei Washington Bullets fu la 23ª nella NBA per la franchigia.
I Washington Bullets arrivarono quinti nella Atlantic Division della Eastern Conference con un record di 35-47. Nei play-off persero al primo turno con i Boston Celtics (3-1).

## Roster
| N° | Naz.                   | Ruolo | Sportivo       | Anno | Alt. | Peso |
| -- | ---------------------- | ----- | -------------- | ---- | ---- | ---- |
| 2  | Stati Uniti (bandiera) | G     | Michael Wilson | 1959 | 193  | 79   |
| 13 | Stati Uniti (bandiera) | G     | Bryan Warrick  | 1959 | 196  | 88   |
| 14 | Stati Uniti (bandiera) | G     | Ricky Sobers   | 1953 | 191  | 90   |
| 15 | Stati Uniti (bandiera) | G     | Frank Johnson  | 1958 | 185  | 84   |
| 23 | Stati Uniti (bandiera) | A     | Charles Davis  | 1958 | 201  | 98   |
| 24 | Stati Uniti (bandiera) | G     | Jeff Malone    | 1961 | 193  | 93   |
| 25 | Stati Uniti (bandiera) | GA    | Darren Daye    | 1960 | 203  | 100  |
| 30 | Stati Uniti (bandiera) | A     | Mike Gibson    | 1960 | 208  | 93   |
| 31 | Stati Uniti (bandiera) | A     | Joe Kopicki    | 1960 | 206  | 109  |
| 32 | Stati Uniti (bandiera) | A     | DeWayne Scales | 1958 | 203  | 94   |
| 42 | Stati Uniti (bandiera) | A     | Greg Ballard   | 1955 | 201  | 98   |
| 43 | Stati Uniti (bandiera) | AC    | Jeff Ruland    | 1958 | 208  | 109  |
| 44 | Stati Uniti (bandiera) | AC    | Rick Mahorn    | 1958 | 208  | 109  |
| 54 | Stati Uniti (bandiera) | AC    | Tom McMillen   | 1952 | 211  | 98   |

## Staff tecnico
- Allenatore: Gene Shue
- Vice-allenatori: Bernie Bickerstaff, Don Moran